# Sunbeam-Talbot
Sunbeam-Talbot war eine Marke des britischen Automobilkonzerns Rootes, die von 1938 bis 1953 genutzt wurde. 

## Geschichte der Marke

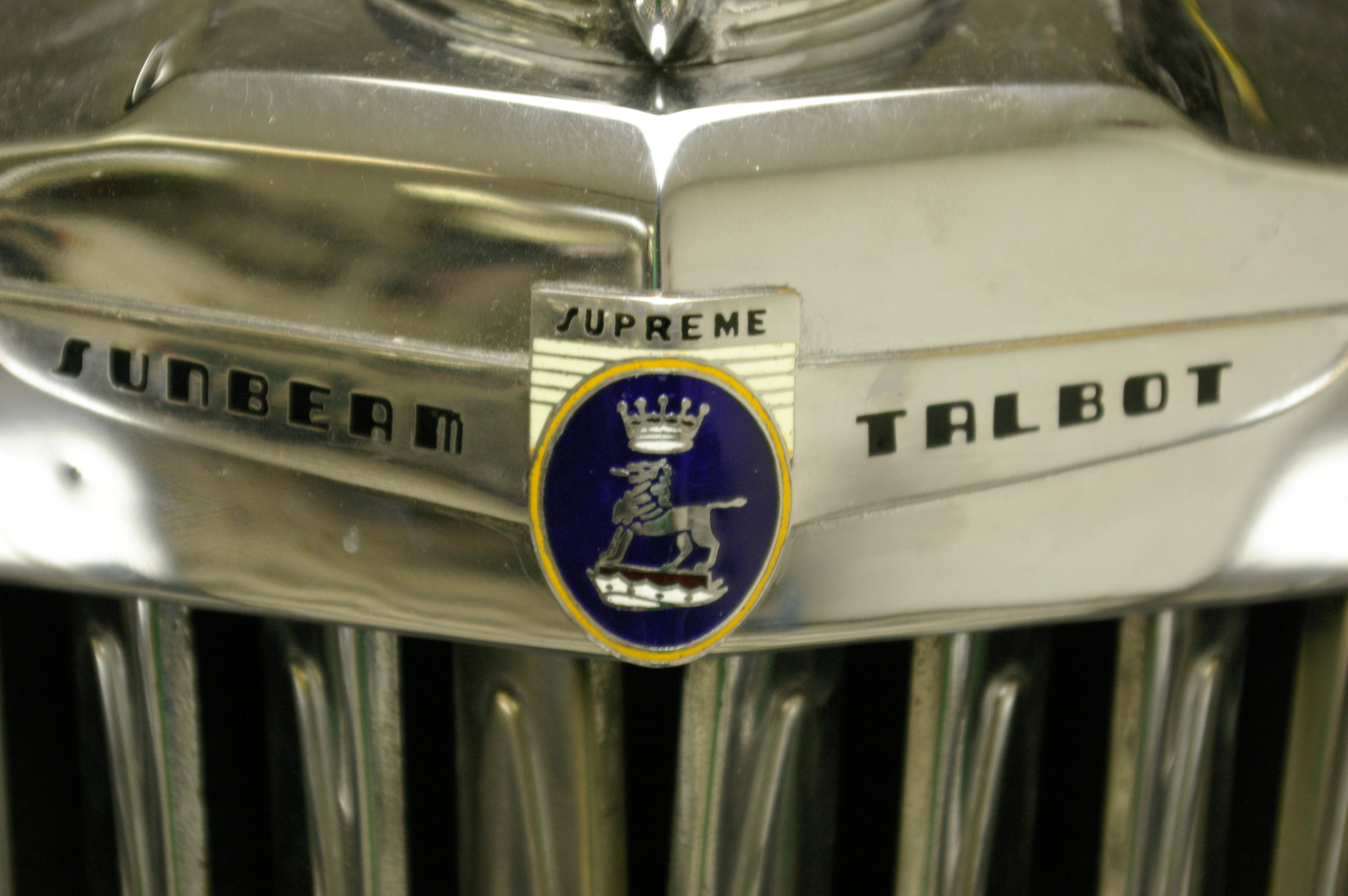
Kühlergrill eines Sunbeam-Talbot

Sunbeam und Talbot waren anfänglich eigenständige Unternehmen, die jeweils zu Beginn des 20. Jahrhunderts in Großbritannien die Automobilproduktion aufnahmen. 1919 übernahm der französische Automobilhersteller Darracq sowohl Sunbeam als auch Talbot. Aus den einzelnen Bestandteilen wurde der Konzern Sunbeam-Talbot-Darracq (abgekürzt STD oder S.T.D.) gebildet, der in den folgenden eineinhalb Jahrzehnten sowohl in Großbritannien als auch in Frankreich Automobile produzierte. Für den britischen Markt nutzte STD zumeist die Marken Sunbeam und Darracq, während für Frankreich die Marke Talbot bevorzugt wurde. Sunbeam produzierte in Wolverhampton, während Talbot die Autos für den britischen Markt in London baute. In den 1920er-Jahren war Sunbeam-Talbot-Darracq war stark im Automobilsport engagiert; so stellten Rennwagen von Sunbeam in dieser Zeit insgesamt fünf Weltrekorde (zwei davon von Malcolm Campbell) auf, den letzten mit dem Sunbeam 1000 hp. Der Konzern wurde allerdings nicht effizient geführt. Während Talbot in Großbritannien und in Frankreich Gewinne erwirtschaftete, machte der Konzern mit Autos der Marke Sunbeam über Jahre hinweg große Verluste. Am Ende des Jahres 1934 war Sunbeam-Talbot-Darracq zahlungsunfähig.
Im Januar 1935 übernahm die in London ansässige Rootes Group, zu der unter anderem bereits Hillman und Humber gehörten, die Marke Sunbeam und – für den britischen Markt – auch die Marke Talbot. Den französischen Zweig der Marke Talbot kaufte der italienische Unternehmer Antonio Lago; die in Frankreich gebauten Autos hießen daraufhin Talbot-Lago. In Großbritannien stellte Rootes schon wenige Wochen nach der Übernahme die Produktion von Sunbeam-Modellen ersatzlos ein, während die britischen Talbot-Modelle bis 1938 ihre Eigenständigkeit verloren und auf Rootes-Technik umgestellt wurden. Im britischen Sprachraum wird dieser Prozess Rootesifizierung (Rootesifying) genannt. Versuche, die Marke Sunbeam mit dem neu entwickelten Oberklassemodell Sunbeam Thirty 1936 wiederzubeleben, scheiterten frühzeitig.
1938 etablierte Rootes in Großbritannien die neue Marke Sunbeam-Talbot, die stilistisch leicht veränderte Schwestermodelle der gängigen Hillman-Autos anbot. 1953 wurde der Markenname in Sunbeam geändert. Die Rootes-Gruppe und ihr Nachfolger Chrysler Europe verwendeten die Marke Sunbeam bis 1976. Ab 1977 war der Begriff Sunbeam die Modellbezeichnung eines in Großbritannien produzierten Kompaktwagens, der in Europa unter der Marke Chrysler verkauft wurde (s. Chrysler Sunbeam). Der Begriff Talbot hingegen entfiel 1953 zunächst ersatzlos, bis ihn der französische PSA-Konzern 1978 als neuer Inhaber des Rootes-Nachfolgers Chrysler Europe wieder belebte (s. Talbot (Automarke)).

## Modelle
Zu den ersten Modellen der neuen Marke gehörten der Sunbeam-Talbot Ten und der weitgehend baugleiche 2-Litre, die 1938 bzw. 1939 auf den Markt kamen. Sie basierten technisch auf dem zeitgenössischen Hillman Minx. Über ihnen war das größere, auf Humber-Technik aufbauende Modellpaar 3-Litre und 4-Litre positioniert. Die Produktion dieser Reihen endete im Herbst 1939 nach dem Ausbruch des Zweiten Weltkriegs. Nach Kriegsende erschienen die Modelle Sunbeam-Talbot 80 und 90; letztere wurden bis 1953 angeboten.
| Modelle 1938–1953 | Modelle 1938–1953 | Modelle 1938–1953        | Modelle 1938–1953 | Modelle 1938–1953 |
| Typ               | Bauzeitraum       | Zylinder/Ventilsteuerung | Hubraum           | Leistung          |
| ----------------- | ----------------- | ------------------------ | ----------------- | ----------------- |
| 3-Litre           | 1938–1940         | 6/sv                     | 3181 cm³          | 60 kW             |
| 4-Litre           | 1938–1940         | 6/sv                     | 4086 cm³          |                   |
| Ten               | 1938–1948         | 4/sv                     | 1185 cm³          | 30 kW             |
| 2 litre           | 1939–1948         | 4/sv                     | 1944 cm³          | 41 kW             |
| 80                | 1948–1950         | 4/ohv                    | 1185 cm³          | 34,5 kW           |
| 90 Mark I         | 1948–1950         | 4/ohv                    | 1944 cm³          | 47 kW             |
| 90 Mark II        | 1950–1952         | 4/ohv                    | 2267 cm³          | 51 kW             |
| 90 Mark IIA       | 1952–1954         | 4/ohv                    | 2267 cm³          | 51–56,5 kW        |